# Some Old Bullshit
Some Old Bullshit è una raccolta di brani hardcore punk dei Beastie Boys.

## Tracce
1. Egg Raid on Mojo – 1:41
2. Beastie Boys – 0:56
3. Transit Cop – 1:18
4. Jimi – 2:06
5. Holy Snappers – 1:22
6. Riot Fight – 0:30
7. Ode to... – 1:33
8. Michelle's Farm – 1:38
9. Egg Raid on Mojo – 1:20
10. Transit Cop – 1:21
11. Cooky Puss – 3:19
12. Bonus Batter – 2:21
13. Beastie Revolution – 5:09
14. Cooky Puss (Censored Version) – 3:20

## Formazione
- Michael Diamond - voce
- Adam Yauch - basso, chitarra acustica
- Kate Schellenbach - batteria
- John Berry - chitarra